# بليتزكرايغ (لعبة فيديو)
بليتزكرايغ (بالروسية: Блицкриг) هي لعبة فيديو حرب إستراتيجية تم إنتاجها في سنة 2003 لأجهزة مايكروسوفت ويندوز، وهي أول لعبة من سلسلة ألعاب بليتزكرايغ، وألتي تطويرها من قبل شركة نيفال إنتراكتيف، أحداث اللعبة تقع في الحرب العالمية الثانية في كل من أوروبا وشمال أفريقيا، ويخير اللاعب بإخيتار الحملة الأمريكية البريطانية أو الحملة السوفيتية أو الحملة الألمانية. في سنة 2011 تم إنتاج نسخة للعبة لمتجر برامج الماك.